# مسلكة
مسلكة (الاسم العلمي: Trichuris) هو جنس، في فصيلة Trichuridae ‏.

## أصنوفات
الأصنوفات الأدنى لهذا الكائن:
- كود سباركل
- تحديث القائمة

نوع:مسلكة شعرية الذيل 
اسم علمي: Trichuris trichiura

نوع:Trichuris arvicolae 
اسم علمي: Trichuris arvicolae

نوع:Trichuris campanula 
اسم علمي: Trichuris campanula

نوع:Trichuris capreoli 
اسم علمي: Trichuris capreoli

نوع:Trichuris cervicaprae 
اسم علمي: Trichuris cervicaprae

نوع:Trichuris discolor 
اسم علمي: Trichuris discolor

نوع:Trichuris feliui 
اسم علمي: Trichuris feliui

نوع:Trichuris globulosa 
اسم علمي: Trichuris globulosa

نوع:Trichuris guevarai 
اسم علمي: Trichuris guevarai

نوع:Trichuris infundibulus 
اسم علمي: Trichuris infundibulus

نوع:Trichuris lani 
اسم علمي: Trichuris lani

نوع:Trichuris leporis 
اسم علمي: Trichuris leporis

نوع:Trichuris muris 
اسم علمي: Trichuris muris

نوع:Trichuris myocastoris 
اسم علمي: Trichuris myocastoris

نوع:Trichuris navonae 
اسم علمي: Trichuris navonae

نوع:Trichuris opaca 
اسم علمي: Trichuris opaca

نوع:Trichuris ovis 
اسم علمي: Trichuris ovis

نوع:Trichuris serrata 
اسم علمي: Trichuris serrata

نوع:Trichuris skrjabini 
اسم علمي: Trichuris skrjabini

نوع:Trichuris spalacis 
اسم علمي: Trichuris spalacis

نوع:Trichuris suis 
اسم علمي: Trichuris suis

نوع:Trichuris sylvilagi 
اسم علمي: Trichuris sylvilagi

نوع:Trichuris tarandi 
اسم علمي: Trichuris tarandi

نوع:Trichuris vulpis 
اسم علمي: Trichuris vulpis